# Breitenfeld am Tannenriegel
Breitenfeld am Tannenriegel è una frazione di 197 abitanti del comune austriaco di Schwarzautal, nel distretto di Leibnitz (Stiria). Già comune autonomo, il 1º gennaio 2015 è stato fuso con gli altri comuni soppressi di Hainsdorf im Schwarzautal, Mitterlabill, Schwarzau im Schwarzautal e Wolfsberg im Schwarzautal per costituire il nuovo comune mercato (Marktgemeinde).